# Росциці
Росциці (пол. Rościce, нім. Ruppendorf) — село в Польщі, у гміні Жари Жарського повіту Любуського воєводства.
Населення — 102 особи (2011).
У 1975-1998 роках село належало до Зеленогурського воєводства.

## Демографія
Демографічна структура станом на 31 березня 2011 року:
|          | Загалом | Допрацездатний вік | Працездатний вік | Постпрацездатний вік |
| -------- | ------- | ------------------ | ---------------- | -------------------- |
| Чоловіки | 48      | 8                  | 36               | 4                    |
| Жінки    | 54      | 11                 | 35               | 8                    |
| Разом    | 102     | 19                 | 71               | 12                   |